# Charles Lloyd
Charles Lloyd (født 15. marts 1938 i Memphis, Tennessee, USA) er en amerikansk tenorsaxofonist og fløjtenist. 
Lloyd kom frem sidst i 1960'erne med sit egen gruppe som bestod af ham selv og Keith Jarrett på klaver, Jack DeJohnette på trommer og først Cecil McBee dernæst Ron McClure på kontrabas. 
Denne gruppe vakte meget opsigt i den moderne jazz med sin meget ekspressive og free-avangardistiske stil. Siden hen har mange af jazzens store musikere spillet med i Lloyds grupper såsom pianisten Michel Petrucciani, og bassisten Palle Danielsson. 
Lloyd er stadig aktiv på jazzscenen med sine egne grupper.

## Udvalgt diskografi
- Discovery
- Of Course , Of Course
- Nirvana
- Flowering
- Dream Weaver
- Forrest Flower
- Charles Lloyd in the USSR
- Journey Within
- Love In
- Sondtrack
- Moon man
- Waves